# Valenciennes Football Club
O Valenciennes Football Club é um clube de futebol francês da cidade de Valenciennes, na região Altos da França e departamento Norte, fundado em 1913. Manda seus jogos no Stade du Hainaut, inaugurado em maio de 2008 e que substituiu o Stade Nungesser, demolido em 2012. Suas cores são vermelho e branco.

## História
Fundado em 1913 como um clube apenas de futebol, logo muda de nome devido à Primeira Guerra Mundial para Union Sportive de Valenciennes Anzin, como um clube poliesportivo. Com a profissionalização em 1933, participou da primeira edição do Campeonato Francês de Futebol, pela segunda divisão, obtendo acesso já no ano seguinte, porém sendo rebaixado na sua primeira participação na elite. Com outro acesso e, novamente, outro rebaixamento, passou quase vinte anos (contando com a época da Segunda Guerra Mundial em que não disputou campeonatos nacionais oficiais) na segunda divisão, conseguindo acesso apenas em 1955–56, alguns anos depois de chegar à final da Copa da França, seu maior feito até hoje, não contando os títulos das divisões inferiores.
Com algumas boas campanhas, revezou durante quase quarenta anos entre as duas primeiras divisões (vinte e três na primeira e quinze na segunda), até 1994–95, quando entrou em queda livre e passou exatos dez anos nas terceira e quarta divisões, mesma época em que obteve seu nome de fundação de volta, Valenciennes Football Club. Durante este período, a equipe foi destaque devido ao escândalo de suborno que envolvia o Olympique de Marseille, quando 3 jogadores (Christophe Robert, Jorge Burruchaga e Jacques Glassmann) foram subornados pelo meia Jean-Jacques Eydelie e por Jean-Pierre Bernès (diretor do Olympique). A polícia encontro 250 mil francos enterrados na casa de uma tia de Robert, que era capitão do Valenciennes na época. Os envolvidos foram chamados para depor e permaneceram durante horas na sede do OM, tentando encontrar novas evidências do suborno. Eydelie (que ligou para Robert, Burruchaga e Glassmann para acertarem o combinado de não lesionar nenhum jogador do time de Marselha) e Bernès foram presos por corrupção ativa, e após negar várias vezes o envolvimento, o meia assumiu a participação. Robert e Burruchaga aceitaram, mas o argentino mudou de ideia e recusou o dinheiro. Glassmann rejeitou a proposta e levou o prêmio Fair Play da FIFA em 1995.
Em 2005–06, conquistou o acesso e retornou à elite do futebol francês, onde se manteve nas temporadas seguintes até a temporada 2013–14, onde foi rebaixado. Após 19 anos jogando nas 2 principais divisões do futebol francês, o Valenciennes foi rebaixado para o Championnat National (terceira divisão) na temporada 2023–24.

## Elenco atual
1 de fevereiro de 2025
Nota: Bandeiras indicam equipe nacional, conforme definido pelas regras de elegibilidade da FIFA. Os jogadores podem ter mais de uma nacionalidade não-FIFA.
| N.º |               | Posição | Jogador                                     |
| --- | ------------- | ------- | ------------------------------------------- |
| 1   | França        | G       | Jean Louchet                                |
| 3   | Senegal       | D       | Souleymane Basse                            |
| 5   | França        | D       | Jordan Poha                                 |
| 6   | França        | M       | Julien Masson                               |
| 7   | Haiti         | A       | Carnejy Antoine                             |
| 8   | França        | M       | Daouda Traoré (emprestado pelo Southampton) |
| 9   | Países Baixos | A       | Nick Venema                                 |
| 11  | França        | A       | Stredair Appuah (emprestado pelo Palermo)   |
| 12  | Mali          | D       | Bakaye Dibassy                              |
| 13  | Camarões      | M       | Jean-Éric Moursou                           |
| 14  | França        | M       | Sambou Sissoko                              |
| 15  | Países Baixos | D       | Lucas Woudenberg                            |
| 16  | Senegal       | G       | Papa Demba Camara                           |
| 17  | Argélia       | M       | Aymen Boutoutaou                            |
| 18  | França        | D       | Ousmane Touré (emprestado pelo Lille)       |

| N.º |         | Posição | Jogador                                  |
| --- | ------- | ------- | ---------------------------------------- |
| 19  | França  | A       | Lucas Buadés                             |
| 20  | França  | A       | Axel Camblan (emprestado pelo Brest)     |
| 21  | Mali    | D       | Ahmed Diomandé                           |
| 22  | França  | M       | Rémy Boissier                            |
| 23  | França  | M       | Kyllian Gasnier (emprestado pelo Pau)    |
| 24  | França  | A       | David Moké                               |
| 26  | França  | D       | Byani Mpata Lama                         |
| 27  | Nigéria | A       | Mathias Oyewusi                          |
| 28  | Senegal | A       | Cheikh Diouf                             |
| 29  | França  | D       | Alexandre Coeff                          |
| 30  | França  | G       | Mathieu Michel (emprestado pelo Ajaccio) |
| 33  | França  | D       | Tanguy Lienard                           |
| 33  | França  | M       | Jules Collet                             |
| 34  | França  | D       | Sakhalou Niakaté                         |
| 99  | Argélia | A       | Yassine Haouari                          |

### Saíram por empréstimo
Nota: Bandeiras indicam equipe nacional, conforme definido pelas regras de elegibilidade da FIFA. Os jogadores podem ter mais de uma nacionalidade não-FIFA.
| N.º |         | Posição | Jogador                                                         |
| --- | ------- | ------- | --------------------------------------------------------------- |
|     | Argélia | M       | Sofiane Boudraa (emprestado ao Aubagne até 30 de junho de 2025) |

## Títulos
Campeonato Francês - Segunda Divisão: 2
(1971-72, 2005-06)
 Campeonato Francês - Terceira Divisão: 1
(2004-05)
 Campeonato Francês - Quarta Divisão: 1
(1997-98)

## Estatísticas
As tabelas abaixo mostram as performances do clube nas últimas temporadas no Campeonato Francês e na Copa da França
     Campeão.
     Vice-campeão.
     Promovido.
     Rebaixado.
Nat 2: o CFA, atualmente equivalente à quarta divisão da França, era chamado, até 1996-97, de National 2. E o atual Championnat National era denominado National 1.